# بيل فينلي
بيل فينلي (بالإنجليزية: Bill Fennelly)‏ هو مدرب كرة سلة أمريكي، ولد في 14 مايو 1957 في دافنبورت في الولايات المتحدة.